# Associazione Sportiva Varese 1910 2005-2006
Questa voce raccoglie le informazioni riguardanti l'Associazione Sportiva Varese 1910 nelle competizioni ufficiali della stagione 2005-2006.

## Stagione
Mattatore della stagione è Alessandro Corallo con 17 reti, il capitano Claudio Macchi e Paolo Cozzi i due giocatori sempre presenti con 34 gare all'attivo.

## Organigramma societario
Area direttiva
- Presidente onorario: Riccardo Sogliano
- Presidente: Pietro Maroso
- Direttore Generale: Sean Sogliano

Area tecnica
- Direttore Sportivo: Silvio Papini
- Segretario generale: Claudio Capuzzo
- Segretario: Giuseppe Lazzarini
- Allenatore: Devis Mangia
- Allenatore in 2^:
- Preparatore dei portieri:
- Preparatore atletico: Marco Baruffato

Area sanitaria
- Medico sociale: Giulio Clerici
- Massaggiatore: Marco Maistrello

## Risultati

### Serie D

#### Girone di andata
| Giaveno 11 settembre 2005 1ª Giornata | Giaveno | 0 – 0 referto | Varese | Stadio A. Torta |

| Arbitro: | D'Agostino (Empoli) |

|                             |           |              |
| M. Fernandez 77’ Lepore 86’ | Marcatori | 30’ Menchini |

| Chiari 25 settembre 2005 3ª Giornata                                | Chiari    | 2 – 1 referto | Varese | Stadio Comunale |
| \| \| \| \| \| Berrini 5’ Tagliani 63’ \| Marcatori \| 53’ Sehic \| |           |               |        |                 |
|                                                                     |           |               |        |                 |
| Berrini 5’ Tagliani 63’                                             | Marcatori | 53’ Sehic     |        |                 |

| Arbitro: | Figheri (Sassari) |

|                           |           |               |
| Bortolotto 76’ Lepore 78’ | Marcatori | 19’ Bergantin |

| Savona 9 ottobre 2005 5ª Giornata                            | Savona    | 1 – 1 referto  | Varese | Stadio Bacigalupo |
| \| \| \| \| \| Iannolo 87’ \| Marcatori \| 59’ Bortolotto \| |           |                |        |                   |
|                                                              |           |                |        |                   |
| Iannolo 87’                                                  | Marcatori | 59’ Bortolotto |        |                   |

| Arbitro: | Bellutti (Trento) |

|                                                        |           |  |
| Aliotta 33’ (aut.) Marelli 41’ Sehic 43’ Pascuccio 85’ | Marcatori |  |

| Vigevano 23 ottobre 2005 7ª Giornata          | Vigevano  | 0 – 1 referto | Varese | Stadio Dante Merlo |
| \| \| \| \| \| \| Marcatori \| 45’ Marelli \| |           |               |        |                    |
|                                               |           |               |        |                    |
|                                               | Marcatori | 45’ Marelli   |        |                    |

| Arbitro: | Bellé (Reggio Calabria) |

|                                         |           |                          |
| Bortolotto 45+1’ Lepore 77’ Troiano 92’ | Marcatori | 41’ Spinelli 94’ Millesi |

| Orbassano 6 novembre 2005 9ª Giornata           | Orbassano | 0 – 2 referto | Varese | Stadio Comunale |
| \| \| \| \| \| \| Marcatori \| Sehic Bilardo \| |           |               |        |                 |
|                                                 |           |               |        |                 |
|                                                 | Marcatori | Sehic Bilardo |        |                 |

| Arbitro: | Nasca (Bari) |

|                                       |           |               |
| Bortolotto 20’ Lepore 77’ Corallo 85’ | Marcatori | 93’ Procaccio |

| Calcio 20 novembre 2005 11ª Giornata | USO Calcio | 0 – 2 referto | Varese | Stadio Comunale |
| \| \| \| \| \| ? \| Marcatori \| \|  |            |               |        |                 |
|                                      |            |               |        |                 |
| ?                                    | Marcatori  |               |        |                 |

| Arbitro: | Magno (Catania) |

|                          |           |                    |
| Pisano 45+2’ Corallo 93’ | Marcatori | 25’ (aut.) Corallo |

| Vado Ligure 4 dicembre 2005 13ª Giornata                                   | Vado      | 1 – 3 referto                  | Varese | Stadio Ferruccio Chittolina |
| \| \| \| \| \| Croci 57’ \| Marcatori \| 27’ Pascuccio 75’, 92’ Corallo \| |           |                                |        |                             |
|                                                                            |           |                                |        |                             |
| Croci 57’                                                                  | Marcatori | 27’ Pascuccio 75’, 92’ Corallo |        |                             |

| Arbitro: | Bolano |

|                         |           |  |
| Corallo 35’ (rig.), 69’ | Marcatori |  |

| Arbitro: | Giacomelli |

|                           |           |                         |
| Corallo 8’, 68’ Sehic 52’ | Marcatori | 43’ (rig.), 86’ Lazzaro |

| Trino 18 dicembre 2005 16ª Giornata                        | Trino     | 0 – 2 referto | Varese |  |
| \| \| \| \| \| Lepore 45+2’ Corallo 57’ \| Marcatori \| \| |           |               |        |  |
|                                                            |           |               |        |  |
| Lepore 45+2’ Corallo 57’                                   | Marcatori |               |        |  |

| Arbitro: | Aureliano |

|                                             |           |                     |
| Riboldi 34’ (aut.) Sehic 65’ Gay 91’ (rig.) | Marcatori | 9’ Enow 70’ Mariani |

#### Girone di ritorno
| Arbitro: | Larconelli |

|                             |           |                     |
| Confeggi 68’ Bortolotto 79’ | Marcatori | 40’ Romeo 60’ Daddi |

| Cossato 14 gennaio 2006 19ª Giornata                               | Cossatese | 1 – 1 referto       | Varese |  |
| \| \| \| \| \| Pastorino 6’ \| Marcatori \| 61’ (aut.) Scamurro \| |           |                     |        |  |
|                                                                    |           |                     |        |  |
| Pastorino 6’                                                       | Marcatori | 61’ (aut.) Scamurro |        |  |

| Arbitro: | Peretti |

|                |           |  |
| Bortolotto 25’ | Marcatori |  |

| San Giusto Canavese 29 gennaio 2006 21ª Giornata        | Canavese  | 1 – 1 referto | Varese | Stadio Franco Cerutti |
| \| \| \| \| \| Parisi 73’ \| Marcatori \| 92’ Lepore \| |           |               |        |                       |
|                                                         |           |               |        |                       |
| Parisi 73’                                              | Marcatori | 92’ Lepore    |        |                       |

| Arbitro: | Spina |

|                        |           |  |
| Lepore 29’ Bilardo 83’ | Marcatori |  |

| Solbiate Arno 12 febbraio 2006 23ª Giornata | Solbiatese | 0 – 0 referto | Varese | Stadio Felice Chinetti (1500 spett.)\| Arbitro: \| Ostinelli \| |
| Arbitro:                                    | Ostinelli  |               |        |                                                                 |

| Arbitro: | Ferri |

|                                                   |           |            |
| Troiano 28’, 84’ Corallo 45+2’ (rig.), 74’ (rig.) | Marcatori | 32’ Camoni |

| Alessandria 26 febbraio 2006 25ª Giornata                        | Alessandria | 1 – 1 referto | Varese | Stadio Giuseppe Moccagatta |
| \| \| \| \| \| Millesi 76’ (rig.) \| Marcatori \| 42’ Corallo \| |             |               |        |                            |
|                                                                  |             |               |        |                            |
| Millesi 76’ (rig.)                                               | Marcatori   | 42’ Corallo   |        |                            |

| Varese 5 marzo 2006 26ª Giornata                                            | Varese    | 3 – 0 referto | Orbassano | Stadio Franco Ossola |
| \| \| \| \| \| Bilardo 48’ Lepore 50’ Corallo 66’ (rig.) \| Marcatori \| \| |           |               |           |                      |
|                                                                             |           |               |           |                      |
| Bilardo 48’ Lepore 50’ Corallo 66’ (rig.)                                   | Marcatori |               |           |                      |

| Broni 12 marzo 2006 27ª Giornata | Casteggio Broni | 0 – 0 referto | Varese | Stadio Comunale di Broni |

| Arbitro: | Carbone |

|                                                       |           |             |
| Lepore 8’, 78’ Bortolotto 23’ Pisano 34’ Confeggi 94’ | Marcatori | 37’ Forlani |

| Saluzzo 26 marzo 2006 29ª Giornata                                                  | Saluzzo   | 2 – 2 referto              | Varese |  |
| \| \| \| \| \| Desideri 31’ Melle 65’ \| Marcatori \| 37’ (rig.) Corallo Bilardo \| |           |                            |        |  |
|                                                                                     |           |                            |        |  |
| Desideri 31’ Melle 65’                                                              | Marcatori | 37’ (rig.) Corallo Bilardo |        |  |

| Arbitro: | Giallanza |

|                                             |           |               |
| Corallo 31’, 43’ (rig.), 85’ Bortolotto 58’ | Marcatori | 70’ Grabinski |

| Arbitro: | Carrucciu |

|                                      |           |                               |
| Martucci 64’ Rota 70’ Pennazzato 83’ | Marcatori | 15’, 64’ Sehic 44’ Bortolotto |

| Borgomanero 23 aprile 2006 32ª Giornata                                 | Borgomanero | 2 – 1 referto   | Varese | Stadio Comunale |
| \| \| \| \| \| Evola 44’ Lazzaro 53’ \| Marcatori \| 79’ Ramacciotti \| |             |                 |        |                 |
|                                                                         |             |                 |        |                 |
| Evola 44’ Lazzaro 53’                                                   | Marcatori   | 79’ Ramacciotti |        |                 |

| Varese 30 aprile 2006 33ª Giornata | Varese   | 0 – 0 referto | Trino | Stadio Franco Ossola (2000 spett.)\| Arbitro: \| Valletta \| |
| Arbitro:                           | Valletta |               |       |                                                              |

| Voghera 7 maggio 2006 34ª Giornata | Voghera | 0 – 0 referto | Varese | Stadio Giovanni Parisi |

### Poule Scudetto
| Arbitro: | Guida (Torre Annunziata) |

|             |           |                          |
| Emerson 80’ | Marcatori | 13’, 18’, 20’ Bortolotto |

| Varese 20 maggio 2006 Girone 1-2ª Giornata | Varese              | 0 – 0 referto | Rovigo | Stadio Franco Ossola (500 spett.)\| Arbitro: \| D'Agostino (Empoli) \| |
| Arbitro:                                   | D'Agostino (Empoli) |               |        |                                                                        |

| Arbitro: | Marcoviti (Campobasso) |

|                         |           |          |
| Perrelli 13’ Romano 75’ | Marcatori | 9’ Sehic |

| Arbitro: | Massa (Imperia) |

|                |           |                                       |
| Bortolotto 40’ | Marcatori | 46’ Romano 63’ Pellegrino 87’ Majella |

### Coppa Italia Serie D
| Varese 29 agosto 2005 1º turno eliminatorio andata | Varese    | 1 – 0 referto | Seregno | Stadio Franco Ossola |
| \| \| \| \| \| Sehic \| Marcatori \| \|            |           |               |         |                      |
|                                                    |           |               |         |                      |
| Sehic                                              | Marcatori |               |         |                      |

| Seregno 4 settembre 2005 1º turno eliminatorio ritorno | Seregno   | 0 – 2 referto | Varese | Stadio Comunale Ferruccio |
| \| \| \| \| \| Sehic Confeggi \| Marcatori \| \|       |           |               |        |                           |
|                                                        |           |               |        |                           |
| Sehic Confeggi                                         | Marcatori |               |        |                           |

| Cossato 12 ottobre 2005 2º turno eliminatorio                                 | Cossatese | 2 – 1 referto | Varese |  |
| \| \| \| \| \| Garghentini 3’ Omgbamanga 76’ \| Marcatori \| 11’ Pascuccio \| |           |               |        |  |
|                                                                               |           |               |        |  |
| Garghentini 3’ Omgbamanga 76’                                                 | Marcatori | 11’ Pascuccio |        |  |

| Arbitro: | Sirchia |

|             |           |               |
| Corallo 76’ | Marcatori | 21’ Albizzati |

## Statistiche

### Statistiche di squadra
| Competizione   | Punti | In casa | In casa | In casa | In casa | In casa | In casa | In trasferta | In trasferta | In trasferta | In trasferta | In trasferta | In trasferta | Totale | Totale | Totale | Totale | Totale | Totale | DR  |
| Competizione   | Punti | G       | V       | N       | P       | Gf      | Gs      | G            | V            | N            | P            | Gf           | Gs           | G      | V      | N      | P      | Gf     | Gs     | DR  |
| -------------- | ----- | ------- | ------- | ------- | ------- | ------- | ------- | ------------ | ------------ | ------------ | ------------ | ------------ | ------------ | ------ | ------ | ------ | ------ | ------ | ------ | --- |
| Serie D        | 69    | 17      | 15      | 2       | 0       | 44      | 15      | 17           | 4            | 10           | 3            | 20           | 15           | 34     | 19     | 12     | 3      | 64     | 30     | +34 |
| Poule Scudetto | -     | 2       | 0       | 1       | 1       | 1       | 3       | 2            | 1            | 0            | 1            | 4            | 3            | 4      | 1      | 1      | 2      | 5      | 6      | -1  |
| Coppa Italia   | -     | 2       | 1       | 1       | 0       | 2       | 1       | 2            | 1            | 0            | 1            | 3            | 2            | 4      | 2      | 1      | 1      | 5      | 3      | +2  |
| Totale         | -     | 21      | 16      | 4       | 2       | 47      | 19      | 21           | 6            | 10           | 5            | 27           | 20           | 42     | 22     | 14     | 6      | 74     | 39     | +35 |

### Statistiche dei giocatori
| Giocatore      | Serie D  | Serie D | Play-off | Play-off | Coppe Italia Serie D | Coppe Italia Serie D | Totale   | Totale |
| Giocatore      | Presenze | Reti    | Presenze | Reti     | Presenze             | Reti                 | Presenze | Reti   |
| -------------- | -------- | ------- | -------- | -------- | -------------------- | -------------------- | -------- | ------ |
| H. Acosta      | 2        | 0       | 0        | 0        | ?                    | ?                    | 2+       | 0+     |
| N. Adzaip      | 1        | 0       | 0        | 0        | ?                    | ?                    | 1+       | 0+     |
| M. Antonelli   | 7        | 0       | 0        | 0        | ?                    | ?                    | 7+       | 0+     |
| F. Bilardo     | 15       | 4       | 2        | 0        | ?                    | ?                    | 17+      | 4+     |
| E. Bortolotto  | 32       | 9       | 4        | 4        | ?                    | ?                    | 36+      | 13+    |
| F. Confeggi    | 32       | 2       | 3        | 0/-1     | ?                    | 1                    | 35+      | 3      |
| A. Corallo     | 24       | 17      | ?        | 0        | ?                    | 1                    | 24+      | 18     |
| P. Cozzi       | 34       | 0       | 4        | 0        | ?                    | ?                    | 38+      | 0+     |
| M. Cunati      | 10       | 0       | 3        | 0        | ?                    | ?                    | 13+      | 0+     |
| G. Dei Forti   | 32       | -28     | 1        | 0        | ?                    | ?                    | 33+      | -28+   |
| A. Dionisi     | 32       | 0       | 4        | 0        | ?                    | ?                    | 36+      | 0+     |
| A. Fernandez   | 7        | 0       | 0        | 0        | ?                    | ?                    | 7+       | 0+     |
| M. Fernandez   | 13       | 1       | 2        | 0        | ?                    | ?                    | 15+      | 1+     |
| M. H. Garcia   | 6        | 0       | 0        | 0        | ?                    | ?                    | 6+       | 0+     |
| M. Gay         | 2        | 1       | 0        | 0        | -                    | -                    | 2        | 1      |
| F. Lepore      | 33       | 10      | 4        | 0        | ?                    | ?                    | 37+      | 10+    |
| C. Macchi      | 34       | 0       | 4        | 0        | ?                    | ?                    | 38+      | 0+     |
| N. Marelli     | 21       | 2       | 2        | 0        | ?                    | ?                    | 23+      | 2+     |
| L. Palazzo     | 9        | 0       | 4        | 0        | ?                    | ?                    | 13+      | 0+     |
| N. Pascuccio   | 17       | 2       | 1        | 0        | ?                    | 1                    | 18+      | 3      |
| E. Pisano      | 32       | 2       | 4        | 0        | ?                    | ?                    | 36+      | 2+     |
| D. Ramacciotti | 1        | 1       | 1        | 0        | -                    | -                    | 2        | 1      |
| S. Sampietro   | 0        | 0       | 3        | -5       | ?                    | ?                    | 3+       | -5+    |
| S. Sehic       | 32       | 7       | 3        | 1        | ?                    | 2                    | 35+      | 10     |
| A. Troiano     | 28       | 3       | 0        | 0        | ?                    | ?                    | 28+      | 3+     |
| O. Verderame   | 2        | -2      | 0        | 0        | ?                    | ?                    | 2+       | -2+    |